# Elecciones presidenciales de Argentina de 2019

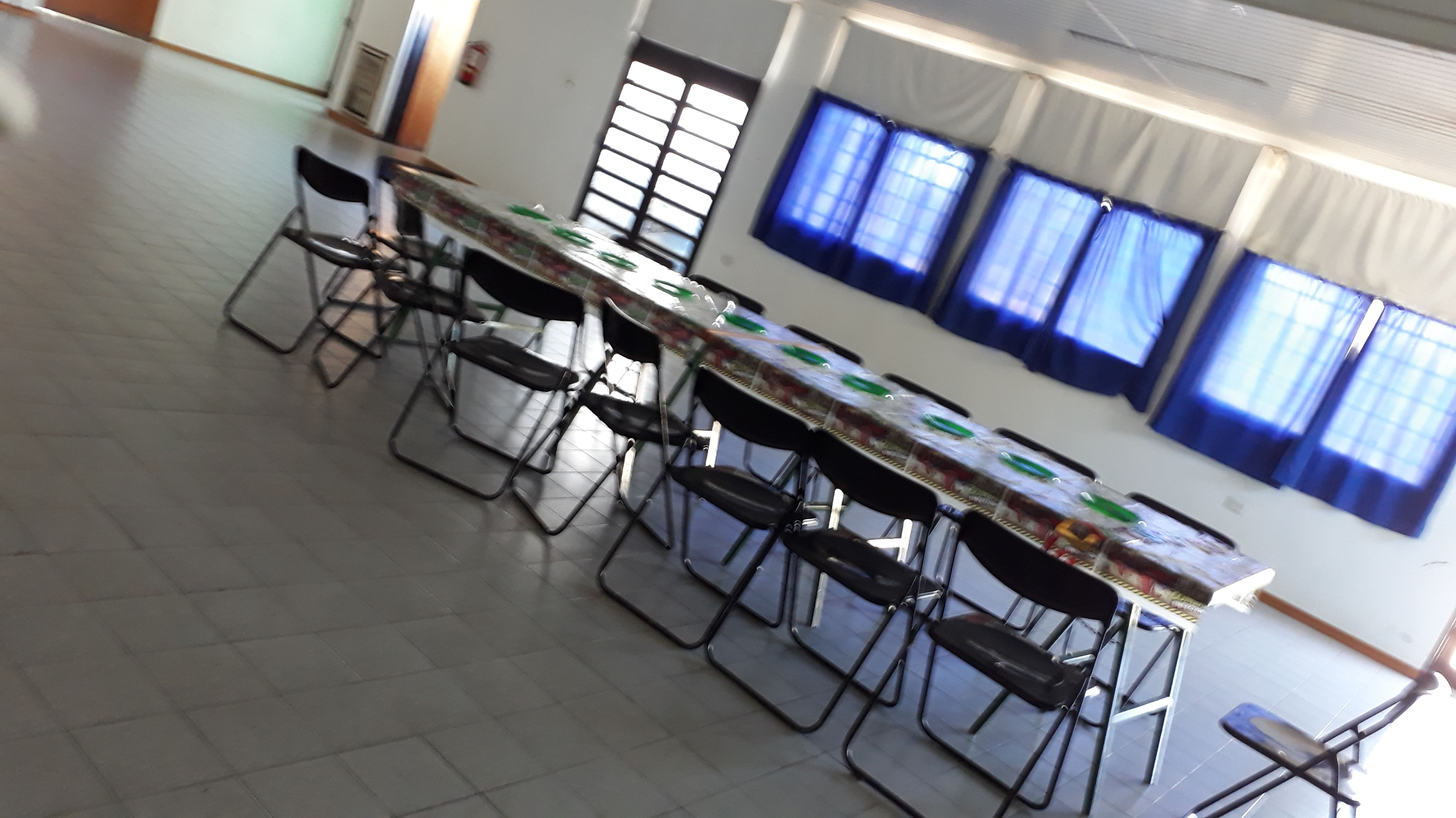
Preparación de un aula para ser utilizado como cuarto oscuro previa a las elecciones

En las elecciones presidenciales de Argentina de 2019 resultó elegido presidente de la Nación en primera vuelta Alberto Fernández, del Frente de Todos (peronismo y kirchnerismo), venciendo al entonces presidente Mauricio Macri, de Juntos por el Cambio (PRO-UCR-Coalición Cívica), quien iba por su reelección, constituyéndose en el único presidente argentino que buscó su reelección inmediata y no la obtuvo. Votó el 81.31% del electorado.
Se aplicaron las reglas electorales de la reforma constitucional de 1994 que estableció el voto directo, la realización de una segunda vuelta si ningún candidato alcanzaba el 45% de los votos, o más de 10 puntos de diferencia si superaba el 40%, el mandato presidencial de cuatro años, con la posibilidad de una sola reelección inmediata. Los candidatos de cada fuerza fueron elegidos en elecciones primarias, abiertas, simultáneas y obligatorias (PASO), establecidas por ley en 2009. El derecho a votar incluyó a los menores de 16 y 17 años, según lo dispuesto por una ley de 2012.
El resultado mostró una consolidación de la repolarización política en Argentina en dos grandes coaliciones, con el peronismo en una de ellas y el radicalismo en la otra, como en la estructura bipartidista anterior a la crisis de 2001, pero con las novedades posteriores a la crisis del kirchnerismo y el macrismo. Constituyó la segunda elección más polarizada entre dos candidatos del período democrático iniciado en 1983 (solo superado por la elección de aquel año), con Fernández y Macri acaparando juntos un 88,52% de los votos positivos. De los seis candidatos de las tres fórmulas más votadas, cinco fueron peronistas y ninguna de ellas contó con un candidato radical.
Fernández triunfó en 18 de los 24 distritos (Buenos Aires, Catamarca, Chaco, Chubut, Corrientes, Formosa, Jujuy, La Pampa, La Rioja, Misiones, Neuquén, Río Negro, Salta, San Juan, Santa Cruz, Santiago del Estero, Tierra del Fuego y Tucumán), mientras que Macri ganó en 6 (Ciudad Autónoma de Buenos Aires, y en las provincias de Córdoba, Entre Ríos, Mendoza, San Luis y Santa Fe).

## Reglas electorales
Las reglas electorales fundamentales para la elección presidencial fueron establecidas en el texto constitucional definido a partir de la Reforma constitucional de 1994 y, con excepción de la edad mínima, son las mismas reglas usadas en las elecciones de 1995, 1999, 2003, 2007, 2011 y 2015.
Las principales reglas electorales para la elección presidencial son:
- Sufragio directo.[6]
- Sufragio obligatorio,[6] aunque para las personas mayores de 70 años y aquellas que tienen entre 16 y 17 años, no existe sanción en caso de que no deseen votar.[7][8]
- Edad para votar: 16 años o más para argentinos nativos y 18 años o más para argentinos naturalizados.[9]
- La fórmula presidencial (presidente-vicepresidente) debe elegirse simultáneamente en la misma boleta.
- Segunda vuelta electoral en caso de que el ganador de la primera vuelta no alcanzara el 45 % de los votos, o que superando el 40 % de los votos tuviera una diferencia menor a 10 puntos porcentuales con el segundo.
- Mandato presidencial de cuatro años, con posibilidad de una sola reelección inmediata.

El detalle reglamentario se rige por el Código Electoral Nacional. Para esta elección se aplica también la Ley N.º 26 571, que fue introducido en 2011 las internas primarias abiertas, que fueron denominadas PASO (Primarias Abiertas, Simultáneas y Obligatorias), para elegir los candidatos de cada alianza. El escrutinio lo realiza el Poder Ejecutivo Nacional, a través del Ministerio del Interior.
El 14 y 17 de enero de 2019, el presidente Mauricio Macri publicó tres decretos (45, 54 y 55) modificando las reglas de votación para las personas que votan en el extranjero, las personas privadas de libertad y las fuerzas de seguridad asignadas a controlar la elección, así como la eliminación de algunas constancias y procedimientos documentales para realizar los escrutinios provisorio y definitivo, entre ellas las firmas de los fiscales de los partidos políticos en el acta de votación en cada mesa electoral. El cambio de reglas afecta a unas 464.000 votantes potenciales. El cambio de reglas no fue anunciado por el gobierno a los medios de comunicación y fue cuestionado un mes después por los partidos de la oposición, acusando al gobierno de preparar un fraude electoral.
Ante la insistencia del gobierno en cambiar las reglas electorales, la mayoría de los partidos de oposición presentaron su queja ante la justicia electoral. Frente a la cuestión, el 26 de marzo la Cámara Nacional Electoral emitió una acordada estableciendo que era necesario mantener la documentación electoral establecida antes de los decretos de Macri. Poco después, Macri dictó un nuevo decreto postergando la entrada en vigencia de dos de los tres decretos hasta las elecciones de 2021, no resultando por lo tanto aplicables a las elecciones de 2019, pero manteniendo el Decreto N.º 45/19, que cambia las reglas sobre el voto en el extranjero, con una potencialidad de 360.000 votantes.
El 11 de abril de 2019, el presidente Macri realizó un nuevo cambio de las reglas electorales, mediante el Decreto N.º 259/2019, con el fin de prohibir las llamadas "listas colectoras", esto es que diferentes listas de candidaturas para una categoría (por ejemplo presidente de la Nación), compartan la misma candidatura para otra categoría (por ejemplo, gobernador de provincia). Los considerandos del Decreto dicen:

Que la proliferación de las combinaciones de boletas, conocidas como “listas colectoras”, genera confusión en el electorado e inequidad entre los competidores... Que la eliminación de estas “listas colectoras” tiene por objetivos contribuir a la transparencia del proceso electoral y promover el fortalecimiento y la cohesión de los partidos políticos.

Días antes de las elecciones internas en el principal partido opositor para definir los candidatos para las elecciones de 2019, la jueza federal María Servini intervinó el principal partido opositor al gobierno nombrando como interventor del Partido Justicialista nacional hecho que suscitó duras críticas por la decisión polémica de la jueza por intervenir el principal partido político y designar a un sindicalista cercano al macrismo al frente del mismo.
Esa misma tarde el Presidente del Partido Justicialista en una conferencia de prensa expresó:
Esto es una clara intromisión de Macri. Vamos a apelar la decisión. Esto es la judicialización de la política",La experiencia muestra que sólo las dictaduras intervinieron partidos y sindicatos", mientras que la legisladora Gabriela Cerutti expresó " es un avance más en la violación del Estado del Derecho y el totalitarismo del gobierno que ahora proscribe a la oposición".
Diferentes partido, incluso opositores al peronismo como el Partido Socialista se pronunciaron contra la intervención del principal partido opositor y que figuraba primero en las encuestas. El parttido socialista expresó "Este nefasto accionar por parte de la jueza cercana al gobierno Servini de Cubría, que impone como titular del PJ Nacional a un personaje oscuro de la política argentina, atenta contra la democracia y nos retrotrae a los peores momentos de la  historia argentina, sólo durante dictaduras los partidos políticos han sido intervenidos...Rechazamos cualquier acción provienente del partido judicial y el Gobierno macrista neoliberal tendientes a degradar las instituciones democráticas...Mientras que el Frente de Izquierda expresó " El fallo de Servini constituye una escandalosa intervención judicial en la vida interna del partido peronista en pos del favorecer al sector más oficialista y afín al Gobierno de Macri"En tanto el Frente Ciudadano de Tucumán expresó "Sostenemos que esta operación, disfrazada de legalidad, no es sino otra más de las maniobras que el gobierno de Cambiemos, junto a sectores del Poder Judicial viene llevando adelante para perseguir, proscribir o desmantelar a la oposición política. Surge clara esa intencionalidad, ya que la intervención del PJ se decreta justamente en momentos en que se está encaminando a la construcción de una amplia unidad para enfrentar al modelo de saqueo que nos gobierna"En una resolución de 26 páginas, el fiscal Federal Jorge Di Lello se opuso este jueves a la intervención del Partido Justicialista.
Faltando pocas semanas para las elecciones Mauricio Macri dio a conocer informalmente que había decidido darle la potestad de recuento de votos  a Smarmatic para las Elecciones primarias en Argentina y el resto del proceso electoral y eliminar los telegramas y actas que se confeccionaban en cada mesa electoral. lo que causó críticas de la oposición ya que esta tecnología fue violada meses antes en Salvador en marzo de 2018. El hecho generó inquietud acerca de la manipulación de votos y posteriores denuncias de fraude.La oposición también ha cuestionado la imposibilidad de auditar el software comprado a la empresa SmartMatic, debido a que el contrato no contempla la obligación de la empresa de exhibir el código fuente y que tratándose de propiedad privada, es la empresa la que se reserva el derecho a decidir quienes pueden acceder al código, haciendo imposible la fiscalización por parte de los partidos políticos no autorizados. Los partidos de oposición al macrismo cuestionaron el cambio, sosteniendo que el sistema carecía de mecanismos para poder controlar tanto el software como la intangibilidad de los datos que antes contenían los telegramas y actas eliminados, durante el proceso de digitalización y transmisión.En tanto el peronismo pidió a la justicia que excluya a Smartmatic del escrutinio provisorio sosteniendo la idea de que el gobierno macrista pretendía instalar un resultado falso de las elecciones.

## Cronograma electoral
El camino a las elecciones presidenciales del 27 de octubre está marcado por una serie de eventos que integran tanto el cronograma de la elección presidencial, aprobado por Acordada Extraordinaria N° 37/2019, del 13 de junio de 2019, de la Cámara Nacional Electoral, como importantes actos electorales provinciales en los que se eligen gobernadores y otras autoridades, con influencia indirecta en la elección presidencial.
| Fecha               | Suceso |
| ------------------- | --- |
| 30 de abril         | Cierre del padrón electoral provisorio. |
| 10 de mayo          | Publicación del padrón electoral provisorio. |
| 12 de junio         | Vencimiento del plazo para formar alianzas nacionales. |
| 17 de junio         | Vencimiento del plazo para asignar colores a las boletas electorales.                                                                                       |
| 20 de junio         | Vencimiento del plazo para designar un apoderado electoral por agrupación política.                                                                         |
| 22 de junio         | Vencimiento del plazo para la presentación de las listas de precandidatos y sus boletas.                                                                    |
| 7 de julio          | Inicio de la campaña electoral para las PASO. Inicio de la campaña electoral en medios audiovisuales.                                                       |
| 12 de julio         | Publicación del padrón electoral definitivo. |
| 17 de julio         | Prohibición de actos públicos por parte del gobierno. |
| 3 de agosto         | Comienzo de la prohibición de publicar encuestas y pronósticos electorales.                                                                                 |
| 9 de agosto 08:00   | Fin de la campaña electoral. Comienzo de la veda electoral.                                                                                                 |
| 11 de agosto        | Elecciones primarias |
| 13 de agosto        | Inicio del escrutinio definitivo de las elecciones PASO. |
| 7 de septiembre     | Fin del plazo para la registración de candidatos proclamados en las PASO. Inicio formal de la campaña electoral para las elecciones generales.              |
| 22 de septiembre    | Inicio de la campaña electoral en medios audiovisuales. |
| 27 de septiembre    | Publicación del padrón electoral definitivo. |
| 2 de octubre        | Prohibición de actos públicos por parte del gobierno. |
| 13 de octubre       | Primera instancia del debate presidencial obligatorio, a desarrollarse en la Universidad Nacional del Litoral, ciudad de Santa Fe.                          |
| 19 de octubre       | Comienzo de la prohibición de publicar encuestas y pronósticos electorales.                                                                                 |
| 20 de octubre       | Segunda instancia del debate presidencial obligatorio, a desarrollarse en la Facultad de Derecho de la Universidad de Buenos Aires, ciudad de Buenos Aires. |
| 25 de octubre 08:00 | Fin de la campaña electoral. Comienzo de la veda electoral.                                                                                                 |
| 27 de octubre       | Elecciones presidenciales |
| 29 de octubre       | Inicio del escrutinio definitivo de las elecciones generales                                                                                                |
| 6 de noviembre      | Vencimiento del plazo para realizar el escrutinio definitivo y comunicar el resultado al Senado de la Nación                                                |
| 10 de diciembre     | Asunción del presidente electo |

Estos comicios se vieron atravesados por la incertidumbre generada después de la crisis económica iniciada en 2018  que comenzó en 2017 durante la presidencia de Mauricio Macri, y se profundizó a partir de ese año. La economía argentina cayó un 2,5% en 2018 agravada por una crisis cambiaria en 2018 que dio lugar a una fuerte devaluación del peso, una aceleración de la inflación que pasó del 25,5% en el promedio de 2017 al 34,3% en 2018 un aumento de la tasa de desempleo de un 6.3 en diciembre de 2015 a 7,2% en el cuarto trimestre de 2017 y a un 9,1% en 2018. En junio de 2018 el dólar se elevó hasta niveles récord en la historia. Sólo en 2018 se encareció más de 50 por ciento respecto al peso. El déficit fiscal superó para 2018 el 9 % del PBI, los intereses de la deuda del Tesoro se duplicaron en solo un año. Argentina registra en agosto la tasa de inflación, la más alta para un solo mes desde 1991. Junto a una inestabilidad dentro del Poder Ejecutivo, con la renuncia de altos funcionarios y los cambios frecuentes en las políticas económicas y la fuerte caída de reservas que alcanzaron resultados negativos. Durante su gestión el valor del peso argentino alcanzó su mínimo histórico, la devaluación de la moneda Argentina fue la mayor de todas en la historia del peso las tasas de interés fueron fijadas en 40% la tasa más alta del mundo. Así mismo el país se ubicaba con las tasas de interés más altas del globo seguido de lejos por Surinam (25%), Venezuela (21,7%) y Haití (20%). Junto a ellos se desarrolló una serie de protestas y cacerolazos, junto con la creciente inseguridad y el avance del narcotráfico que tomó ciudades como Rosario.
Adicionalmente la economía de Argentina resultó golpeada por la inflación un fuerte aumento de los intereses de la deuda externa récord contraída con el Fondo Monetario Internacional por el gobierno de Macri y el default de 2019 que ocasionó una nueva corrida cambiaría a meses de las elecciones. Los índices de aprobación del presidente fueron disminuyendo a lo largo de su presidencia, por el aumento de la inflación, la pobreza, la pérdida del valor de la moneda y el avance de la inseguridad y el narcotráfico.
Las elecciones legislativas de 2019 resultaron en grandes pérdidas para el oficialismo, que perdió varias de sus principales figuras ambas cámaras del Congreso. En sentido inverso la coalición opositora Frente para la Victoria se convirtió en la principal fuerza electoral del país. Los observadores atribuyeron la pérdida a la ira generalizada por la alta inflación y el aumento de la pobreza. Asimismo, una serie de escándalos como el FMI Gates los Panamá Papers involucraron a miembros del gobierno de Cambiemos.

## Candidatos

### Frente de Todos
El Partido Justicialista —peronista—, el kirchnerismo liderado por la expresidenta Cristina Fernández de Kirchner, y el Frente Renovador liderado por Sergio Massa, convergieron en el Frente de Todos. Al mismo se sumaron también sectores desprendidos del massismo, todos los gobernadores peronistas, el Movimiento Evita, Proyecto Sur liderado por Pino Solanas, la diputada Victoria Donda, sectores radicales como el Movimiento Nacional Alfonsinista liderado por el diputado Leopoldo Moreau y el Partido de la Concertación FORJA, liderado por Gustavo López, el Partido Socialista de Buenos Aires, liderado por Jorge Rivas, el Frente Patria Grande liderado por el dirigente social Juan Grabois, el Partido Solidario liderado por Carlos Heller, Nuevo Encuentro liderado por Martín Sabbatella, el Partido Comunista Revolucionario (PCR, maoístas), entre otras fuerzas políticas. El Frente cuenta también con el apoyo de la Confederación General del Trabajo, la mayor central sindical del país, y de las dos CTA.
La coalición comenzó a ser gestada a comienzos de 2018, el 3 de febrero de 2018, en un acto de Alberto Rodríguez Saá y Jorge Capitanich organizado en Resistencia bajo el lema «Hay 2019.» 
Con este frente se busca la unión de todos los sectores del peronismo (incluyendo al kirchnerismo), y fuerzas políticas progresistas, radicales, de centro izquierda y de izquierda, con el fin de evitar la continuidad del Macrismo en el poder. Esta formación contó con el apoyo institucional del Partido Justicialista, presidido por José Luis Gioja, el aval de la expresidenta Cristina Fernández de Kirchner, el Frente Renovador liderado por Sergio Massa, sectores separados del massismo como el ex-gobernador de la provincia de Buenos Aires, Felipe Solá, de Red por Argentina, y el exjefe de Gabinete, Alberto Fernández, así como uno de los triunviros de la Confederación General del Trabajo, Héctor Daer, el líder de Proyecto Sur, el senador Pino Solanas, la diputada Victoria Donda del partido Somos. Otras agrupaciones políticas que adhirieron al espacio son el Frente Patria Grande, el Partido de la Cultura, la Educación y el Trabajo (PCEyT), Unidad Popular, Kolina, Partido de la Victoria, Nuevo Encuentro, el Partido del Trabajo y la Equidad, Partido Solidario y el Movimiento Yrigoyenista.
El 28 de septiembre de 2018 se lanzó en espacio en el estadio del Club Ferrocarril Oeste. Dentro de esta alianza en formación se ubica la agrupación Red por Argentina, espacio que se creó del bloque Frente Renovador en la Cámara de Diputados. En donde Felipe Solá, Facundo Moyano, Daniel Arroyo, Fernando Asencio y Jorge Toboada se unieron a los bloques Libres del Sur de Victoria Donda y Peronismo para la Victoria de Leonardo Grosso.
El 18 de mayo de 2019 Cristina Fernández de Kirchner anunció mediante un video publicado en las redes sociales que sería candidata a vicepresidenta de Alberto Fernández. Ese mismo día, Felipe Solá y Agustín Rossi anunciaron el retiro de sus precandidaturas en favor de Alberto Fernández. El 12 de junio de 2019, pocas horas antes de que venciera el plazo para inscribir las coaliciones electorales, se anunció que el Frente Renovador había decidido sumarse al espacio, con candidatos propios para la fórmula presidencial, compartiendo en una lista única las candidaturas parlamentarias, denominado la coalición con el nombre de Frente de Todos. Antes del cierre de listas, Daniel Scioli, Guillermo Moreno y Sergio Massa (para ser candidato a diputado por la provincia de Buenos Aires) retiraron sus precandidaturas.
El 27 de octubre de 2019, la coalición ganó con la fórmula conformada por Alberto Fernández, quien fue el Jefe de Gabinete de Ministros durante la Presidencia de Néstor Kirchner y Cristina Fernández, quien fue presidenta de la Nación entre 2007 y 2015. Ese mismo día fue el 9° aniversario de la muerte de Néstor Kirchner.
| | |
| | |
| Alberto Fernández | Cristina Fernández de Kirchner                                                                                          |
| para presidente | para vicepresidenta |
| {{{descripción}}} | {{{descripción}}} |
| Jefe de Gabinete de Ministros de la Nación Argentina (2003–2008) Legislador de la Ciudad de Buenos Aires (2000–2003) | Senadora nacional por la provincia de Buenos Aires (2005-2007, 2017-2019) Presidenta de la Nación Argentina (2007–2015) |
| Partidos en la alianza: - Partido Justicialista - Partido Intransigente - Partido Comunista - Frente Grande - Partido de la Victoria - Partido Solidario - Instrumento Electoral por la Unidad Popular - Encuentro por la Democracia y la Equidad - Partido del Trabajo y del Pueblo - Partido de la Cultura, la Educación y el Trabajo - Movimiento Político, Social y Cultural Proyecto Sur - Partido del Trabajo y la Equidad - Frente Renovador Auténtico - Partido de la Concertación FORJA - Compromiso Federal - Kolina | |

### Juntos por el Cambio
El —entonces— oficialismo inscribió una alianza denominada Juntos por el Cambio, cuyo nombre no debe confundirse con el de su lista llamada «Juntos Somos el Cambio». La alianza está apoyada por los tres partidos principales de la coalición, la Unión Cívica Radical (UCR), Propuesta Republicana y la Coalición Cívica ARI y Miguel Ángel Pichetto, exjefe de la bancada justicialista en el Senado de la Nación.]

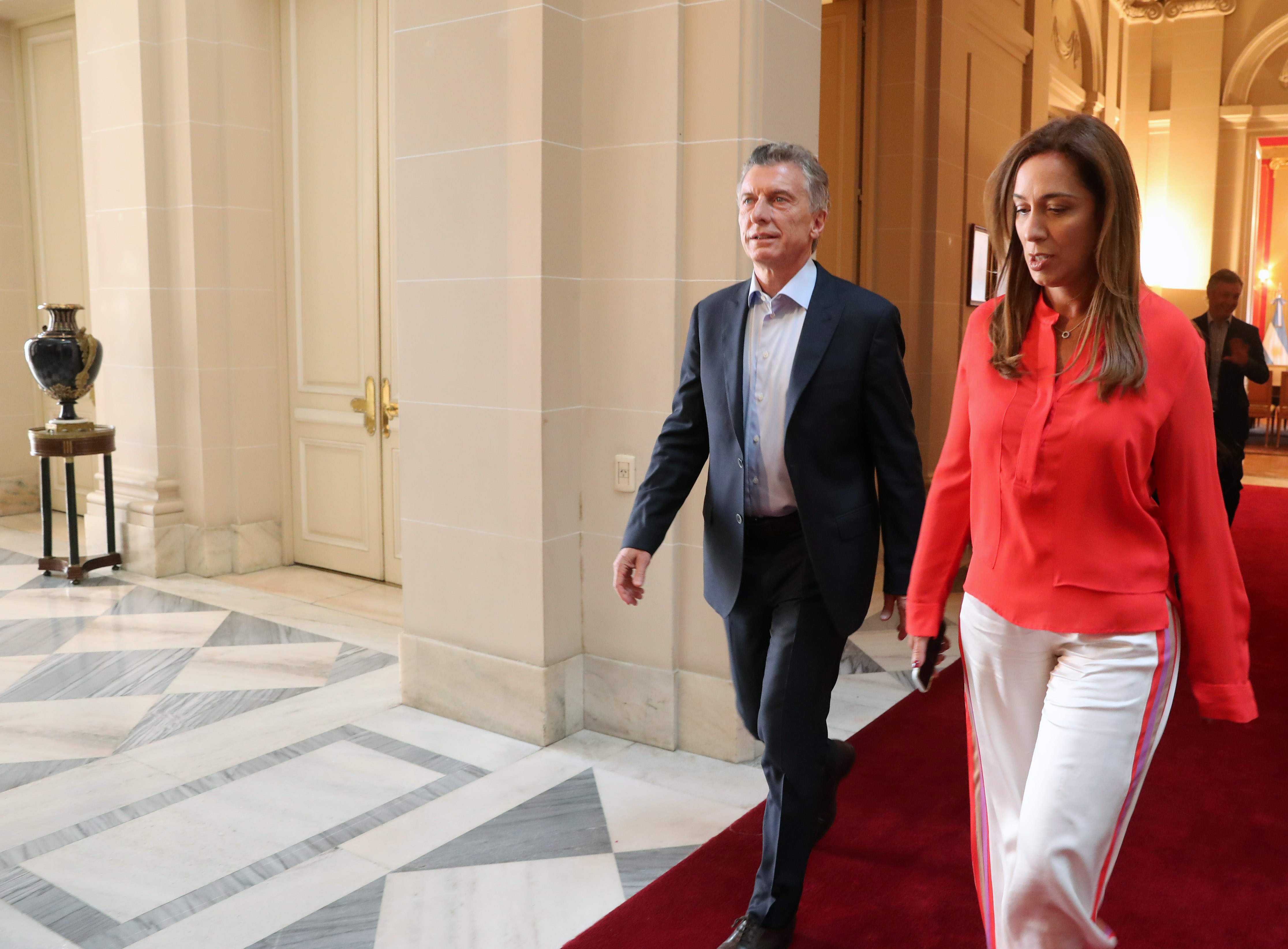
El entonces presidente Mauricio Macri y la entonces gobernadora María Eugenia Vidal en marzo de 2019.

En los meses previos a la elección, la UCR se mostró dividida en tres sectores: uno que proponía mantener la alianza Cambiemos con Macri, otro que también proponía mantener Cambiemos, y un tercer sector que proponía dar por terminada la alianza Cambiemos, para formar una nueva alianza sin el PRO, con fuerzas progresistas y peronistas. El 27 de mayo la Convención Nacional de la UCR resolvió mantener Cambiemos, pero con un nuevo formato ampliado, nombrando una comisión para que negocie con los otros partidos de la alianza, la posibilidad de una candidatura única integrada por un radical, o abrir las internas a múltiples candidaturas. Pese a la derrota en la Convención, el sector que quería retirarse de Cambiemos mantuvo la amenaza de hacerlo y formar una alianza diferente.
El PRO por su parte, hasta fines de mayo de 2019, no había definido institucionalmente a quién proponían como candidato de Cambiemos. El presidente en ejercicio Mauricio Macri anunció en repetidas ocasiones que no aceptaría otra candidatura que no fuera la propia para obtener la reelección. Pese a ello, el llamado «círculo rojo», integrado por grandes empresas, medios de comunicación e inversores nacionales y extranjeros, así como sectores internos, reclamó remover la candidatura de Macri debido a la alta imagen negativa del mismo, y llevar un candidato con imagen positiva, entre los que se mencionaron a la gobernadora en ejercicio de la estratégica provincia de Buenos Aires, María Eugenia Vidal, o el exministro de Economía de Cristina Fernández de Kirchner, Martín Lousteau. El 28 de mayo de 2019, Vidal descartó ser precandidata a la presidencia y señaló que iría en busca de la reelección a la gobernación de Buenos Aires.
El 11 de junio de 2019 Mauricio Macri anunció en su cuenta de Twitter que su compañero de fórmula sería el senador justicialista por Río Negro, Miguel Ángel Pichetto. Al día siguiente cambio su nombre a Juntos por el Cambio.
El 27 de octubre de 2019, Mauricio Macri se convirtió en el primer presidente de la Argentina que pierde la reelección.
| | |
| | |
| Mauricio Macri | Miguel Ángel Pichetto |
| para presidente | para vicepresidente |
| {{{descripción}}} | {{{descripción}}} |
| Presidente de la Nación Argentina (2015-2019) | Senador nacional por la provincia de Río Negro (2001-2019) Consejero de la Magistratura de la Nación Argentina (1998-2005) |
| Partidos en la alianza: - Movimiento de Integración y Desarrollo - Unión Cívica Radical - Partido Demócrata Progresista - Unión Popular - Coalición Cívica ARI - Propuesta Republicana - Partido Fe - Partido Demócrata de San Luis - Partido del Diálogo | |

### Consenso Federal
Consenso Federal es una alianza electoral resultado de la fusión de dos espacios previos llamados respectivamente Consenso 2019 y Alternativa Federal. 
Alternativa Federal fue un espacio surgido en septiembre de 2018, para agrupar al peronismo antikirchnerista y "superar la grieta", que estuvo liderado por Sergio Massa, líder del Frente Renovador y exjefe de Gabinete de Cristina Fernández de Kirchner, Juan Schiaretti, gobernador de la provincia de Córdoba, Juan Manuel Urtubey, gobernador de la provincia de Salta y Miguel Ángel Pichetto, jefe de la bancada mayoritaria de senadores peronistas durante el kirchnerismo y el macrismo.
En los meses posteriores a su conformación, Alternativa Federal se amplió con el apoyo de ocho gobernadores de provincia, la mayor parte de ellos peronistas: Gustavo Bordet (Entre Ríos), Mariano Arcioni (Chubut), Juan Manzur (Tucumán), Domingo Peppo (Chaco), Rosana Bertone (Tierra del Fuego), Sergio Casas (La Rioja), Hugo Passalacqua (Misiones), y Gerardo Zamora (Santiago del Estero). También se incorporó el Movimiento Libres del Sur, liderado por Humberto Tumini, quien inicialmente presentó su propia precandidatura presidencial y luego apoyó la candidatura de Urtubey.
Consenso 2019 fue un espacio surgido en marzo de 2019, liderado por Roberto Lavagna, exministro de Economía de los presidentes Eduardo Duhalde y Néstor Kirchner, apoyado principalmente por el dirigente sindical Luis Barrionuevo y el expresidente Eduardo Duhalde, todos pertenecientes al peronismo, al que se sumaron el Partido Socialista, y el GEN liderado por Margarita Stolbizer.
En los meses previos a la inscripción de las alianzas, los líderes de Alternativa Federal y Consenso 19 se reunieron para negociar la conformación de una alianza electoral común. Pero el intento fracasó debido a la negativa de Lavagna (líder de Consenso 19) de competir en internas con los otros candidatos presidenciales (Massa, Urtubey y Pichetto).
Pero pocos días antes de la fecha para inscribir las alianzas, Alternativa Federal quedó disuelta de hecho, luego de que varios gobernadores abandonaran el proyecto y se sumaran al frente de unidad que gestionaba el Partido Justicialista y el kirchnerismo, de que Schiaretti se alejara de las gestiones para tomar vacaciones, el Frente Renovador decidiera iniciar negociaciones para integrarse al frente impulsado por el Partido Justicialista, y Pichetto iniciara negociaciones para integrarse al frente oficialista liderado por Macri.
El 12 de junio de 2019, se anunció que Roberto Lavagna (Consenso 19) y Juan Manuel Urtubey (Alternativa Federal), se pusieron de acuerdo para integrar una fórmula en la que respectivamente fueran candidatos a presidente y vicepresidente, en representación de una alianza que llevaría el nombre de Consenso Federal 2030, con apoyo del  GEN, Movimiento Libres del Sur, Partido Federal, Partido Socialista, Partido Demócrata Cristiano, Partido Tercera Posición P3P, Nueva Dirigencia y Partido Celeste y Blanco.
| |                                                 |
| Independiente |                                                 |
| Roberto Lavagna | Juan Manuel Urtubey                             |
| para presidente | para vicepresidente                             |
| {{{descripción}}} | {{{descripción}}}                               |
| Ministro de Economía y Producción (2002–2005) | Gobernador de la provincia de Salta (2007-2019) |
| Partidos en la alianza: - Partido Demócrata Cristiano - Partido Federal - Movimiento Libres del Sur - Partido Socialista - Partido GEN - Partido Tercera Posición - Unión Celeste y Blanco |                                                 |

### Frente de Izquierda y de Trabajadores - Unidad
El Frente de Izquierda y de Trabajadores - Unidad es una coalición electoral originada en el año 2011 y que desde entonces se presenta tanto a elecciones legislativas y presidenciales, superando el piso de las PASO del 1,5 %. Está conformada por el Partido de los Trabajadores Socialistas (PTS), Partido Obrero (PO) e Izquierda Socialista. También cuentan con el apoyo de otras corrientes de izquierda como PSTU, Convergencia de Izquierda, MIR, MP La Dignidad, Opción Socialista, POR-Masas, Movimiento 20 de Diciembre, Pueblo en Marcha, CC-POR, Comunismo Revolucionario, Causa Obrera, FUT, etc. Se pretendió la conformación de un partido de la izquierda unificado iniciando conversaciones al interior de la coalición y con otros partidos de izquierda como Autodeterminación y Libertad, Nuevo Movimiento al Socialismo y el Movimiento Socialista de los Trabajadores (MST).
Entre los nombres para la fórmula presidencial por parte del PTS se mencionaban las posibles candidaturas de Nicolás del Caño y Myriam Bregman. La fórmula designada por los dos principales partidos de la coalición y cuyos integrantes fueron elegidos en la Conferencia Electoral del Partido Obrero el 16 de marzo de 2019 y el XVII Congreso del PTS el 19 de abril está compuesta por Nicolás del Caño (PTS) para presidente y Romina del Plá (PO) para vicepresidente. Su campaña hace eje y se diferencia de las demás fuerzas en la propuesta de ruptura del acuerdo con el Fondo Monetario Internacional.
El 12 de junio y luego de varias reuniones, se presentó públicamente la lista de unidad a nivel nacional, bajo el nombre de Frente de Izquierda y de Trabajadores - Unidad, en la que se suman a los partidos ya integrantes del Frente de Izquierda el Movimiento Socialista de los Trabajadores y Poder Popular, entre otras fuerzas. La docente Celeste Fierro retiró su precandidatura presidencial por el MST para ser candidata a diputada nacional.
Nicolás del Caño propuso la legalización de la Marihuana tanto para uso medicinal y recreativo.
| |                                                                |
| | Partido Obrero                                                 |
| Nicolás del Caño | Romina Del Plá                                                 |
| para presidente | para vicepresidenta                                            |
| {{{descripción}}} | {{{descripción}}}                                              |
| Diputado nacional por la provincia de Buenos Aires (2017-2021) | Diputada nacional por la provincia de Buenos Aires (2017-2020) |
| Partidos en la alianza: - Movimiento Socialista de los Trabajadores - Izquierda por una Opción Socialista - Nueva Izquierda - Partido de Trabajadores por el Socialismo - Partido Obrero |                                                                |
| |                                                                |

### Frente NOS
El Frente NOS, es un espacio político autodefinido como derecha  dirigido por el ex cara pintada 
participó de las sublevaciones carapintada de Semana Santa de 1987 y Monte Caseros de 1988, Juan José Gómez Centurión, el cual cuenta con el apoyo del Partido Conservador Popular, el partido Valores para mi País de Cynthia Hotton y Fuerza Republicana de Bussi, Nueva Unión Ciudadana de Buenos Aires, Nueva Unión Ciudadana de Entre Ríos, Fuerza Federal (CABA), Morera y Líderes para el cambio.
| |                                                             |
| Independiente |                                                             |
| Juan José Gómez Centurión | Cynthia Hotton                                              |
| para presidente | para vicepresidenta                                         |
| {{{descripción}}} | {{{descripción}}}                                           |
| Mayor VGM (R) del Ejército Argentino y vicepresidente del Banco de la Nación Argentina (2017-2019)                                           | Diputada nacional por la Ciudad de Buenos Aires (2007-2011) |
| Partidos en la alianza: - Partido Conservador Popular - Nueva Unión Ciudadana - Acción Chaqueña - Ciudadanos a Gobernar - Fuerza Republicana |                                                             |

### Unite por la Libertad y la Dignidad
El Frente Despertar fue una Alianza electoral fundada en marzo de 2019, integrada por el Partido Libertario, Unión del Centro Democrático y el Partido Nacionalista Constitucional UNIR. Esta Alianza finalmente no se pudo concretar oficialmente, ya que el presidente del partido UNIR, Alberto Asseff rompió la Alianza para unirse a Juntos por el Cambio.
En ese contexto, el candidato Espert pudo acordar con el partido Unite por la Libertad y la Dignidad, que, como es de orden nacional, cumple con todos los requisitos necesarios para postularse a la elección presidencial. Impulsa la candidatura del  José Luis Espert, quien anunció sus intenciones para competir por la presidencia de la nación el 23 de diciembre de 2018.
El 21 de junio de 2019 José Luis Espert confirmó en su cuenta de Twitter que su compañero de fórmula será Luis Rosales, exdiputado provincial de la provincia de Mendoza. Las principales políticas que el espacio propone en materia económica son de orientación liberal, como reducir el gasto público al 25 % del PBI, para eliminar el déficit público, reducir la presión fiscal al sector productivo y realizar una apertura comercial;[cita requerida] así como también disminuir sustancialmente el poder de los sindicatos.
|                       |                                                                                         |
| José Luis Espert      | Luis Rosales                                                                            |
| para presidente       | para vicepresidente                                                                     |
| {{{descripción}}}     | {{{descripción}}}                                                                       |
| Economista. Profesor. | Diputado provincial de Mendoza (1989-1991) Secretario de Turismo de Mendoza (1991-1995) |

### Candidatos eliminados
Estos candidatos recibieron menos del 1,5% de los votos válidos en las elecciones primarias, requisito para pasar a las elecciones generales.
|                                                             |                                 | Frente Patriota Federal                                                             | Frente Patriota Federal                                                             | Movimiento de Acción Vecinal                      | Movimiento de Acción Vecinal |                                                                                                  |                     |
| Manuela Castañeira                                          | Eduardo Mulhall                 | Alejandro Biondini                                                                  | Enrique Venturino                                                                   | Raúl Albarracín                                   | Sergio Pastore               | José Romero Feris                                                                                | Guillermo Sueldo    |
| para presidenta                                             | para vicepresidente             | para presidente                                                                     | para vicepresidente                                                                 | para presidente                                   | para vicepresidente          | para presidente                                                                                  | para vicepresidente |
|                                                             |                                 |                                                                                     |                                                                                     |                                                   |                              |                                                                                                  |                     |
| Licenciada en sociología y referente feminista de Las Rojas | Ex-obrero metalúrgico y docente | Dirigente neonazi                                                                   | Teniente coronel (R) del Ejército Argentino                                         | Legislador de la provincia de Córdoba (2007-2011) | Abogado                      | Gobernador de Corrientes (1983-1987) Senador nacional por la provincia de Corrientes (1987-2001) | Abogado y docente   |
| Partido sin alianza                                         | Partido sin alianza             | Partidos en la alianza: - Dignidad Popular - Frente Patriota - El Movimiento (CABA) | Partidos en la alianza: - Dignidad Popular - Frente Patriota - El Movimiento (CABA) | Partido sin alianza                               | Partido sin alianza          | Partido sin alianza                                                                              | Partido sin alianza |

## Encuestas de opinión

### Fracaso de las encuestas en las PASO
Ninguna encuesta predijo el resultado de las PASO, con márgenes de error tan amplios que señalaban defectos técnicos estructurales. Si bien, prácticamente todas las encuestas anticiparon que los votantes del Frente de Todos (Fernández-Fernández) superaban en cantidad a los votantes de Juntos por el Cambio (Macri-Pichetto), la diferencia en todos los casos era menor al 10% y el promedio de 4%, anticipando así una segunda vuelta electoral (balotaje). Pero el resultado, tomando en cuenta los votos válidos, fue de 15,99% de diferencia, cuadruplicando la estimación promedio, y el porcentaje logrado por la fórmula Fernández-Fernández, del 49,49 % de los votos afirmativos (es decir, sin tomar en cuenta los votos en blanco), anticipaba que el Frente de Todos podría imponerse sin necesidad de segunda vuelta, independientemente del porcentaje de Juntos por el Cambio.
Los especialistas atribuyeron el fracaso, por un lado a la manipulación política lindante con la defraudación que realizaron ciertas empresas encuestadoras ligadas al gobierno de Macri, y por otro lado a deficiencias técnicas causadas por los cambios tecnológicos y la reducción de costos de las encuestas. El especialista Daniel Schteingart sostuvo que la principal causa del error se debe a que la mayoría de las encuestas fueron realizadas mediante llamados telefónicos automatizados, mucho más baratos que las entrevistas personalizadas, pero mucho más inexactos, entre otras razones porque hoy la mayoría de la población tiene teléfonos móviles, mientras que solamente las personas de mayor edad continúan utilizando los teléfonos fijos a los que llaman las consultoras. De ese modo se generó un sesgo social y de edad, que benefició a Macri. Schteingart sostuvo también que algunas empresas cayeron en el denominado «efecto manada», que consistía en modificar los números obtenidos por la propia encuesta, para no alejarse demasiado del promedio de las encuestas publicadas, favoreciendo también de ese modo, al candidato oficialista.

## Elecciones primarias — 11 de agosto

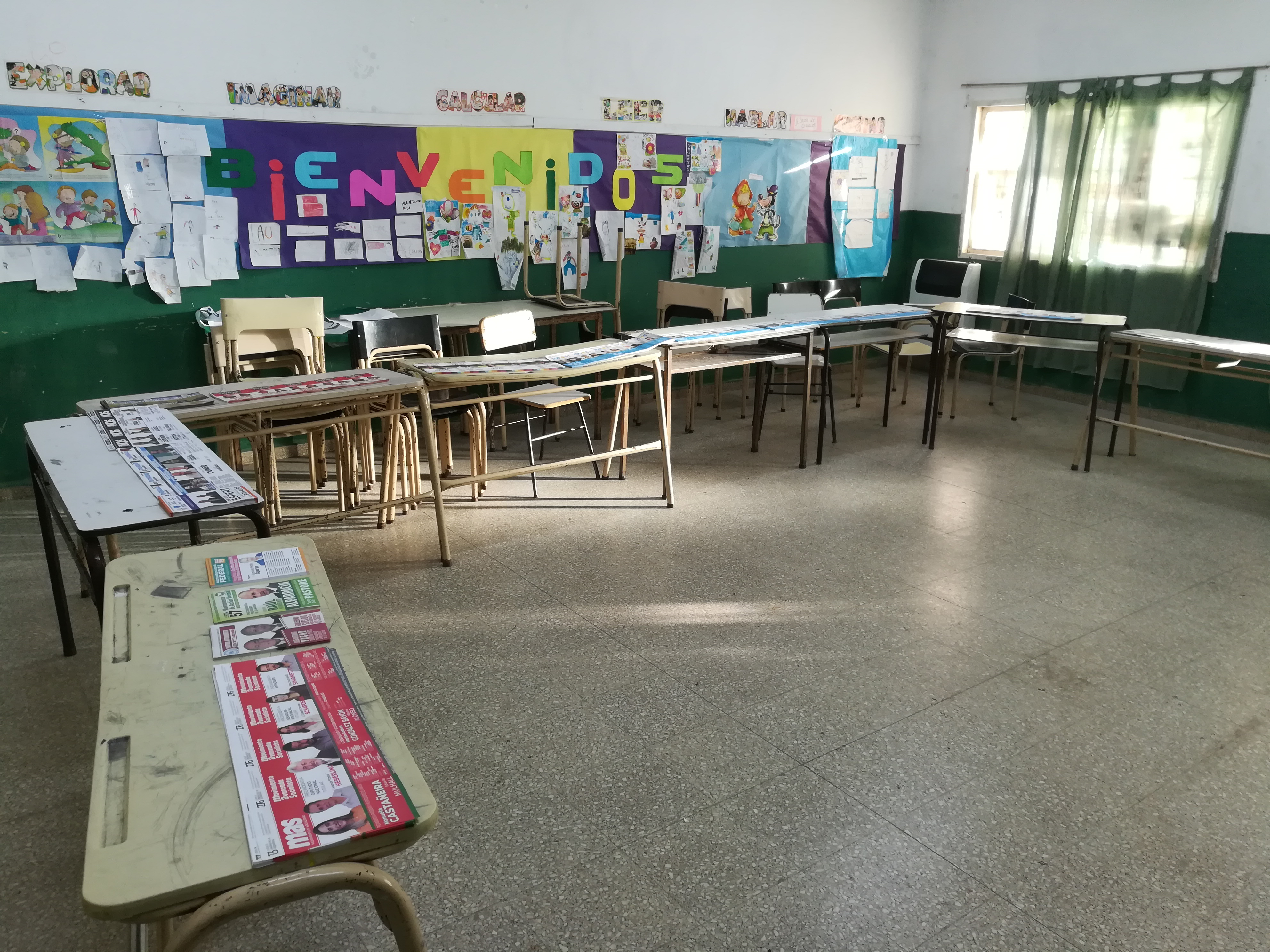
Cuarto oscuro en Gonnet durante las elecciones primarias.

Las elecciones primarias, abiertas, simultáneas y obligatorias (PASO) se realizaron el 11 de agosto. Con este sistema, los candidatos son elegidos dentro de cada alianza, en un mismo acto eleccionario obligatorio, en el que los ciudadanos pueden votar por cualquier precandidato de cualquier partido, pero solamente pueden emitir un voto. Cuando hay más de un precandidato por alianza, el que obtenga más votos será el elegido como candidato de esa alianza para las elecciones generales, a realizarse dos meses después. Las PASO también definen qué fuerzas pueden presentarse en las elecciones generales, ya que solamente aquellas que obtengan un mínimo de 1,5% pueden hacerlo.
En 2019 las diez fuerzas políticas que se presentaron para las elecciones presidenciales presentaron un solamente precandidato en la categoría de presidente y vice de la Nación. Debido a ello no fue necesario elegir internamente entre varios candidatos, pero la cantidad de personas que votaron en cada interna resulta un claro indicador de las preferencias del electorado, con vistas a las elecciones generales del 27 de octubre.
El viernes 9 de agosto, exfuncionarios del gobierno de Macri violaron la veda electoral y difundieron una encuesta de la empresa Elypsis, cercana al gobierno, que daba ganador a Macri en las PASO. La empresa despidió a los gerentes responsables, mientras que el presidente Macri los defendió.
Los resultados sorprendieron a la opinión pública nacional e internacional, porque las encuestas y algunos medios de comunicación anticipaban una gran paridad entre el oficialismo de Juntos por el Cambio y la principal alianza opositora organizada en el Frente de Todos. Pero los pronósticos no se cumplieron y la cantidad de ciudadanos que eligió votar en las internas de la principal oposición, superó por más de quince puntos porcentuales a la cantidad de gente que eligió votar en las internas del oficialismo. 
Finalmente, de las diez fuerzas que se presentaron en las PASO, solamente seis superaron el 1,5% de votantes, quedando habilitadas para participar en las elecciones generales del 27 de octubre: Frente de Todos, Juntos por el Cambio, Consenso Federal, Frente de Izquierda y de Trabajadores - Unidad, Frente NOS y Unite por la Libertad y la Dignidad.
     Habilitado para las elecciones generales
|  | 47,34 % |

|  | 32,26 % |

|  | 8,15 % |

|  | 2,83 % |

|  | 2,62 % |

|  | 2,15 % |

|  | 0,70 % |

|  | 0,23 % |

|  | 0,14 % |

|  | 0,13 % |

|  | 96,54 % |

|  | 3,46 % |

|  | 98,77 % |

|  | 1,23 % |

|  | 76,41 % |

|  | 23,59 % |

|  | 100 % |

### Reacción del gobierno y consecuencias económicas

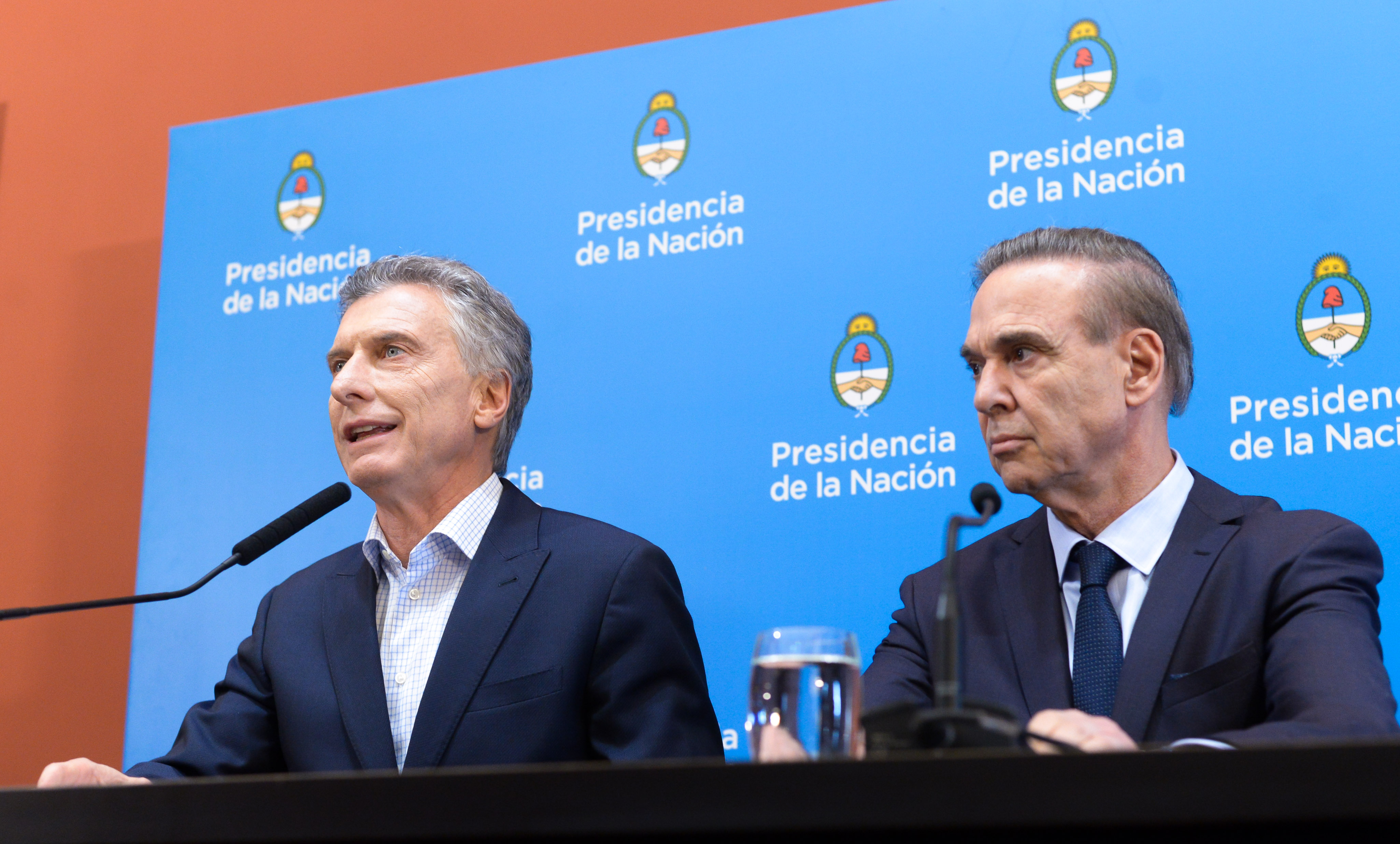
El presidente Mauricio Macri, acompañado del candidato a vicepresidente de la alianza Juntos por el Cambio, el senador Miguel Ángel Pichetto, en conferencia de prensa realizada en la Presidencia de la Nación, al día siguiente de las PASO. Durante la misma, emitió la polémica declaración: «esta elección no sucedió».

La noche misma de las elecciones, Macri anunció públicamente que el resultado había sido «muy malo» para el oficialismo y recomendó a sus seguidores «irse a dormir», cuando aún el escrutinio oficial no había hecho público ningún resultado, circunstancia que generó diversas críticas. Tras varias horas de detenerse los resultados oficiales comenzaron a difundirse a partir de la medianoche tras las denuncias de la oposición por retener los datos. Al día siguiente tras publicarse los resultados, dio un discurso desconociendo los comicios y asegurando que en su gobierno están "convencidos de que la elección no sucedió". El binomio oficialista cayó derrotado por 47,7 a 31,7 por ciento frente a la fórmula de Alberto Fernández y Cristina Kirchner. En línea con el presidente Marcos Peña desconoció el triunfo opositor y aseguro que "no nos vamos a ir en diciembre" fecha en la que vencía el mandato. Al día siguiente nuevamente el presidente Mauricio Macri, aseguro que la primaria del 11 agosto “no sucedió”. Es decir que ese día los ciudadanos no fueron a votar.Los resultados debían estar a arrancaron a las 20 más luego se había anunciado que a las 21 comenzarían a difundirse los primeros cómputos oficiales, pero denuncian problemas en el escrutinio provisorio y los datos se demoraron lo que llevó a denuncias contra el ministro del interior por retener los datos adversos al gobierno. 
Al día el gobierno devaluó la moneda un 23 %  Tras ello, el extitular del Banco Central Martín Redrado acusó al presidente Mauricio Macri de haber ordenado el lunes dejar correr el valor del dólar para que los “argentinos aprendan a quién votar” Días después el dictamen de la fiscalía ordenaba investigar si el Ejecutivo instruyó al BCRA para que no interviniera en el mercado cambiario el 12 de agosto, donde se produjo “una suba indefinida del dólar” frente a la cual el BCRA se comportó de modo “anormal, extraño e inusual” investigándose si hubo una instrucción directa del presidente para causar una corrida cambiaria. Mientras el ministro de Hacienda Nicolás Dujovne estuvo ausente de todas las reuniones del gabinete y en los anuncios económicos del gobierno. La ausencia de Dujovne generó diversas versiones. El diario Clarín informó que «todos conocían que Nicolás Dujovne había renunciado por escrito el martes (13 de agosto)» y afirmó que al ministro «ya se le conocían antecedentes de pánico ante situaciones de estrés». Finalmente, el martes 20 de agosto juró como nuevo ministro de Hacienda Hernán Lacunza, quien hasta ese momento se había desempeñado como ministro de Economía de la gobernadora de la provincia de Buenos Aires, María Eugenia Vidal. Tras la subida inicial ese martes el dólar cayó un 2% y el índice del JP Morgan de riesgo país se redujo 7%.
Por la tarde el presidente dio un mensaje al país, respaldado por el logo oficial de la Presidencia de la Nación y acompañado por su candidato a vicepresidente, Miguel Ángel Pichetto, atribuyéndole la responsabilidad de la corrida cambiaria y bursátil al voto de la población a favor de la principal alianza opositora y afirmando que «esta elección no sucedió». Por su parte el candidato a vicepresidente agregó que "El presidente está en control, esto no terminó". Columnistas destacados de los dos principales grupos de prensa del país (La Nación y Clarín), cercanos al oficialismo, criticaron la postura del presidente y hablaron del "peligro de un Macri alienado", o afectado de una patología del poder llamada "mal de hubris".
El martes 13 de agosto por la mañana, Macri volvió a dirigirse a la población, para disculparse por su mensaje del día anterior, en el que había responsabilizado a la ciudadanía por haber concurrido a votar mayoritariamente en las internas al opositor Frente para Todos, liderado por Alberto Fernández. Luego del discurso de Macri se produjo la corrida cambiaria y bursátil, con una nueva devaluación del peso de un 9%.
Esa misma tarde Macri y Fernández conversaron telefónicamente por primera vez. Alberto Fernández se comprometió a colaborar en todo lo posible con Macri. Ambos declararon a la prensa que estaban satisfechos con el encuentro y los acuerdos básicos alcanzados con el objetivo de preservar la institucionalidad, respetar la voluntad democrática iniciando un proceso de reuniones entre el oficialismo y la oposición para dar estabilidad a la economía durante el proceso electoral.La semana siguiente camiones provenientes del Ministerio de Desarrollo Social de la Nación, a cargo de Carolina Stanley descargaban electrodomésticos, camas y colchones en San Miguel de Tucumán entregando de manera irregular bienes del Estado nacional en vehículos particulares y camiones de la capital tucumana con la intención de "comprar votos".
Tras la victoria definitiva del candidato opositor el dólar bajaría 7 pesos el lunes posterior a las elecciones presidenciales.En tanto la jueza María Servini que se investiguen las maniobras del macrismo denunciadas que darían cuenta que se buscó direccionar la voluntad del electorado a través de la implementación del bono y que, además, se podría haber utilizado para financiar a los fiscales de la alianza Juntos por el Cambio que buscaba la reelección a nivel nacional.

## Elecciones generales — 27 de octubre
Las elecciones resultaron en una confirmación de la pronosticada victoria en primera vuelta de Alberto Fernández, del Frente de Todos, que logró el 48,24% de los votos positivos contra el 40,28% que obtuvo el presidente en ejercicio Mauricio Macri, de la alianza Juntos por el Cambio. Sin embargo, el resultado del Frente de Todos fue relativamente ajustado de acuerdo a los pronósticos posteriores a las PASO, y la diferencia entre Macri y Fernández se achicó a menos de la mitad de la manifestada en dicha instancia, con un incremento porcentual de 7,35% para Macri y una caída porcentual de 1,26% para Fernández contando solo los votos positivos. En términos netamente posicionales, el resultado fue el mismo que en las primarias: Roberto Lavagna se ubicó en el tercer puesto con el 6,15% de los votos; seguido por Nicolás del Caño con el 2,16%; Juan José Gómez Centurión con el 1,71%; y José Luis Espert en último lugar con el 1,47% de los votos, convirtiéndose este en el primer candidato desde la instauración de las PASO que, luego de haber superado la barrera del 1,5 % en las primarias obligatorias, no lograba retener, al menos, ese resultado en las elecciones generales. A pesar de su derrota, Macri obtuvo un resultado mucho más alto de lo esperado, y la victoria de Fernández fue la más estrecha en cualquier elección definida en primera vuelta de la historia de Argentina con solo 7,96 puntos de ventaja entre el primer y segundo candidato más votado, en general solo superada por los resultados del propio Macri (2,68% en la segunda vuelta de 2015) y Néstor Kirchner (obtuvo 2,20% menos que Carlos Menem en la primera vuelta de 2003, la segunda vuelta no se realizó por la retirada de Menem).
La elección fue la segunda más polarizada del vigente período democrático argentino, con Fernández y Macri acaparando juntos el 88,52% de las preferencias electorales (resultado solo superado por el 91,91% obtenido por Raúl Alfonsín e Ítalo Luder en 1983), así como la primera vez desde la crisis de 2001 en que dos fórmulas superaron el 80% de los votos. La polarización se manifestó en todos los distritos del país, siendo Formosa la provincia más polarizada con un 93,67% de los votos registrados por Fernández y Macri, y Chubut la menos polarizada con un 81,77%. La polarización dejó a las terceras fuerzas con un caudal electoral extremadamente reducido: en términos de votos absolutos, solo Macri (con 2.689.897) y en menor medida Fernández (con 740.099), lograron obtener más sufragios que en las primarias, mientras que los otros cuatro candidatos perdieron votos a pesar del incremento en la participación electoral. De los cuatro terceros candidatos en la elección, Lavagna fue el que más votos perdió con respecto a las primarias, con 431.993 sufragios menos, mientras que Gómez Centurión perdió casi un 32% de su electorado (212.206 votos menos), y Espert un 28% (156.386 votos menos). Del Caño, como candidato del Frente de Izquierda y de Trabajadores - Unidad (FIT), logró retener un 80% del electorado obtenido en las primarias, y con 143.919 votos menos, fue el candidato que menos votos perdió en beneficio de la polarización a nivel nacional. Sin embargo, su resultado implicó un fuerte retroceso para la izquierda argentina, luego de haber experimentado notorios crecimientos electorales en las sucesivas elecciones de la década.
|  | 48,24 % |

|  | 40,28 % |

|  | 6,14 % |

|  | 2,16 % |

|  | 1,71 % |

|  | 1,47 % |

|  | 97,50 % |

|  | 1,58 % |

|  | 0,92 % |

|  | 80,41 % |

|  | 19,59 % |

|  | 100.00 % |

### Resultados por distrito

Resultados por departamento:
Fernández/Kirchner (73,16%)
Macri/Pichetto (26,65%)
No votó (0,19%)

Fernández ganó en dieciocho de los veinticuatro distritos electorales del país. A saber: las provincias de Buenos Aires, Catamarca, Chaco, Chubut, Corrientes, Formosa, Jujuy, La Pampa, La Rioja, Misiones, Neuquén, Río Negro, Salta, San Juan, Santa Cruz, Santiago del Estero, Tierra del Fuego y Tucumán. Macri, por su parte, logró imponerse por amplios márgenes en la ciudad de Buenos Aires, y en las provincias de Córdoba y Mendoza, así como triunfar por estrechos márgenes en Entre Ríos, San Luis y Santa Fe. La victoria de Macri en las tres últimas provincias (en las que había ganado en 2015) fue considerada sin embargo sorpresiva debido a los contundentes triunfos del justicialismo en las elecciones gubernativas de esos distritos.
En Mendoza, gobernada por la Unión Cívica Radical en coalición con Juntos por el Cambio, el oficialismo logró revertir ampliamente la tendencia desfavorable de las primarias de agosto luego de retener la gobernación en septiembre y finalmente imponerse por más de diez puntos ante el Frente de Todos. No obstante, Fernández logró imponerse tanto en Corrientes como en Jujuy, provincias también gobernadas por el radicalismo. El mejor resultado del presidente electo fue en Santiago del Estero, donde obtuvo el 74,95% de los votos contra el 18,37% de Macri, siendo a su vez la provincia donde el presidente derrotado tuvo su peor desempeño. Fue también la única provincia donde cualquiera de los candidatos superó los dos tercios de los votos, y la mayor diferencia entre el primer y segundo candidato más votado en la jornada. Los escenarios contrarios se dieron en Córdoba, donde Macri logró el 61,31% de los votos contra el 29,31% de Fernández, la única provincia donde el candidato justicialista no obtuvo al menos un tercio de los votos; y en Entre Ríos, donde se dio la menor distancia porcentual y absoluta, con solo 908 votos (0,10%) de diferencia en favor de Macri. Fue la segunda vez consecutiva que Entre Ríos ocupó este puesto: en la primera vuelta de 2015, Macri venció a Daniel Scioli en dicha provincia por solo 1.035 votos (0,12%).
| Provincias ganadas por Frente de Todos (18)     |
| Provincias ganadas por Juntos por el Cambio (6) |

| Provincia           | Fernández/Kirchner (FdT) | Fernández/Kirchner (FdT) | Macri/Pichetto (JxC) | Macri/Pichetto (JxC) | Lavagna/Urtubey (CF) | Lavagna/Urtubey (CF) | Del Caño/Del Plá (FIT-U) | Del Caño/Del Plá (FIT-U) | Centurión/Hotton (NOS) | Centurión/Hotton (NOS) | Espert/Rosales (UNITE) | Espert/Rosales (UNITE) | Blancos/Nulos | Blancos/Nulos | Participación | Participación |
| Provincia           | Votos                    | %                        | Votos                | %                    | Votos                | %                    | Votos                    | %                        | Votos                  | %                      | Votos                  | %                      | Votos         | %             | Votos         | %             |
| ------------------- | ------------------------ | ------------------------ | -------------------- | -------------------- | -------------------- | -------------------- | ------------------------ | ------------------------ | ---------------------- | ---------------------- | ---------------------- | ---------------------- | ------------- | ------------- | ------------- | ------------- |
| Buenos Aires        | 5.294.879                | 52,20                    | 3.640.552            | 35,89                | 638.990              | 6,30                 | 273.495                  | 2,70                     | 150.067                | 1,48                   | 145.743                | 1,44                   | 230.767       | 2,22          | 10.374.493    | 82,07         |
| Capital Federal     | 719.655                  | 35,46                    | 1.068.134            | 52,64                | 130.475              | 6,43                 | 59.066                   | 2,91                     | 13.863                 | 0,68                   | 38.013                 | 1,87                   | 46.228        | 2,23          | 2.075.434     | 76,58         |
| Catamarca           | 132.590                  | 56,66                    | 79.568               | 34,00                | 13.197               | 5,64                 | 3.508                    | 1,50                     | 2.136                  | 0,91                   | 3.011                  | 1,29                   | 20.148        | 7,93          | 254.158       | 79,41         |
| Chaco               | 404.758                  | 55,73                    | 258.432              | 35,58                | 27.636               | 3,81                 | 6.986                    | 0,96                     | 20.617                 | 2,84                   | 7.856                  | 1,08                   | 11.370        | 1,54          | 737.655       | 77,60         |
| Chubut              | 174.726                  | 52,42                    | 97.837               | 29,35                | 25.357               | 7,61                 | 13.117                   | 3,94                     | 14.253                 | 4,28                   | 8.029                  | 2,41                   | 14.248        | 4,10          | 347.567       | 77,59         |
| Córdoba             | 666.445                  | 29,31                    | 1.394.104            | 61,31                | 113.734              | 5,00                 | 37.612                   | 1,65                     | 31.869                 | 1,40                   | 30.213                 | 1,33                   | 68.489        | 2,92          | 2.342.466     | 79,00         |
| Corrientes          | 354.968                  | 51,19                    | 290.690              | 41,92                | 21.658               | 3,12                 | 6.522                    | 0,94                     | 12.515                 | 1,80                   | 7.044                  | 1,02                   | 13.071        | 1,85          | 706.468       | 80,74         |
| Entre Ríos          | 390.587                  | 44,37                    | 391.495              | 44,47                | 55.030               | 6,25                 | 14.504                   | 1,65                     | 14.647                 | 1,66                   | 14.111                 | 1,60                   | 14.585        | 1,63          | 894.959       | 80,59         |
| Formosa             | 229.774                  | 65,21                    | 100.280              | 28,46                | 11.057               | 3,14                 | 3.112                    | 0,88                     | 5.334                  | 1,51                   | 2.797                  | 0,79                   | 5.137         | 1,44          | 357.491       | 77,74         |
| Jujuy               | 207.120                  | 46,19                    | 186.104              | 41,50                | 26.835               | 5,98                 | 9.241                    | 2,06                     | 10.512                 | 2,34                   | 8.617                  | 1,92                   | 8.616         | 1,89          | 457.045       | 81,78         |
| La Pampa            | 115.095                  | 50,07                    | 86.744               | 37,74                | 15.137               | 6,59                 | 4.727                    | 2,06                     | 4.676                  | 2,03                   | 3.471                  | 1,51                   | 3.665         | 1,57          | 233.515       | 81,25         |
| La Rioja            | 85.779                   | 47,37                    | 80.462               | 44,43                | 7.844                | 4,33                 | 2.127                    | 1,17                     | 2.087                  | 1,15                   | 2.801                  | 1,55                   | 52.964        | 22,63         | 234.064       | 80,78         |
| Mendoza             | 435.313                  | 37,83                    | 576.493              | 50,10                | 75.448               | 6,56                 | 26.315                   | 2,29                     | 22.715                 | 1,97                   | 14.370                 | 1,25                   | 23.902        | 2,03          | 1.174.556     | 81,08         |
| Misiones            | 417.752                  | 57,71                    | 245.254              | 33,88                | 24.451               | 3,38                 | 6.704                    | 0,93                     | 21.239                 | 2,93                   | 8.537                  | 1,18                   | 18.551        | 2,50          | 742.488       | 79,88         |
| Neuquén             | 194.205                  | 47,73                    | 151.939              | 37,34                | 25.628               | 6,30                 | 15.209                   | 3,74                     | 11.743                 | 2,89                   | 8.167                  | 2,01                   | 20.018        | 4,69          | 426.909       | 83,94         |
| Río Negro           | 247.664                  | 57,23                    | 123.674              | 28,58                | 27.483               | 6,35                 | 11.252                   | 2,60                     | 14.173                 | 3,28                   | 8.482                  | 1,96                   | 19.420        | 4,30          | 452.148       | 80,26         |
| Salta               | 374.369                  | 48,82                    | 266.406              | 34,74                | 82.358               | 10,74                | 13.625                   | 1,78                     | 16.635                 | 2,17                   | 13.378                 | 1,74                   | 16.967        | 2,16          | 783.738       | 76,09         |
| San Juan            | 242.060                  | 53,01                    | 160.449              | 35,14                | 33.004               | 7,23                 | 6.928                    | 1,52                     | 8.388                  | 1,84                   | 5.759                  | 1,26                   | 8.341         | 1,79          | 464.929       | 82,41         |
| San Luis            | 129.118                  | 41,68                    | 139.479              | 45,03                | 20.954               | 6,76                 | 7.171                    | 2,32                     | 7.683                  | 2,48                   | 5.354                  | 1,73                   | 8.076         | 2,54          | 317.835       | 81,24         |
| Santa Cruz          | 108.323                  | 59,77                    | 51.183               | 28,24                | 9.123                | 5,03                 | 6.032                    | 3,33                     | 5.171                  | 2,85                   | 1.402                  | 0,77                   | 7.649         | 4,05          | 188.883       | 74,62         |
| Santa Fe            | 920.202                  | 42,68                    | 937.611              | 43,49                | 193.603              | 8,98                 | 30.862                   | 1,43                     | 33.247                 | 1,54                   | 40.353                 | 1,87                   | 43.622        | 1,98          | 2.199.500     | 79,43         |
| Santiago del Estero | 451.082                  | 74,95                    | 110.525              | 18,37                | 20.103               | 3,34                 | 5.755                    | 0,96                     | 9.220                  | 1,53                   | 5.123                  | 0,85                   | 9.924         | 1,62          | 611.732       | 80,40         |
| Tierra del Fuego    | 57.887                   | 56,93                    | 26.529               | 26,09                | 7.785                | 7,66                 | 2.760                    | 2,71                     | 3.925                  | 3,86                   | 2.803                  | 2,76                   | 3.208         | 3,06          | 104.897       | 75,87         |
| Tucumán             | 591.686                  | 57,76                    | 347.642              | 33,94                | 42.432               | 4,14                 | 12.598                   | 1,23                     | 21.241                 | 2,07                   | 8.773                  | 0,86                   | 17.801        | 1,71          | 1.042.173     | 82,78         |
| Total               | 12.946.037               | 48,24                    | 10.811.586           | 40,28                | 1.649.322            | 6,14                 | 579.228                  | 2,16                     | 457.956                | 1,71                   | 394.207                | 1,47                   | 686.767       | 2,50          | 27.525.103    | 80,41         |

## Polémicas

### Conflicto por digitalización del escrutinio
En 2016 el presidente Mauricio Macri intentó establecer por ley el voto electrónico en las elecciones nacionales pero, aunque el proyecto fue aprobado en la Cámara de Diputados, no fue luego tratado por la Cámara de Senadores, debido a las vulnerabilidades que introducía la digitalización.
El gobierno trató de utilizar nuevamente el voto electrónico en las Elecciones legislativas de 2017, pero volvió a frustrarse cuando el ministro de Modernización, Andrés Ibarra, fue denunciado y posteriormente imputado justicia supuestos delitos derivados de la supuesta compra de máquinas para la implementación del voto electrónico en el país, realizada tras el acuerdo con la República de Corea del Sur, respecto de maquinaria para llevar adelante un proyecto de voto electrónico pese a que no fue aprobado por el Senado de la Nación, Finalmente las máquinas de votación electrónica compradas por el gobierno de Mauricio Macri fueron destinadas al Congo donde por primera vez se utilizaron en una elección congoleña. El hecho generó inquietud acerca de la manipulación de votos y posteriores denuncias de fraude respaldadas por diversos organismos internacionales, de la  Unión Europea y Estados Unidos. Las denuncias de fraude en ese país condujeron a masivas y violentas manifestaciones, que fueron duramente reprimidas. Las máquinas compradas por el gobierno del Congo fueron creadas por la firma surcoreana Miru Systems Co. para las elecciones argentinas de 2017 encargadas por el gobierno de Mauricio Macri; las 110.000 máquinas utilizadas en la elección congoleña tienen una pantalla y parte del software, como la presentación y el demo en español y con nombres de candidatos argentinos. La noticia fue divulgada por los diarios The Washington Post y The New York Times, y señaló que en los modelos de práctica aparecían los apellidos de los candidatos argentinos (Carrió, Stolbizer, De la Sota) y el formato de DNI.
En enero de 2019 el Poder Ejecutivo Nacional dio a conocer informalmente que había decidido informatizar parcialmente el proceso electoral y eliminar los telegramas y actas que se confeccionan manualmente en cada mesa electoral, para reemplazarlos por un sistema de transmisión electrónica de datos desde "centros de transmisión electoral" ubicados en las escuelas donde están instaladas las mesas de votación, directamente al centro de cómputos. A tal efecto el 12 de diciembre de 2018, el gobierno contrató por 1,2 millones de dólares, a través de una licitación por parte del Correo Argentino, a la empresa SmartMatic International Holding para crear e implementar el software de trasmisión de datos desde las mesas al centro de cómputos. SmartMatic también ganó la licitación para realizar el escrutinio provisorio, con un costo de 17 millones de dólares.
Los partidos de oposición cuestionaron el cambio, sosteniendo que el sistema carecía de mecanismos para poder controlar tanto el software como la intangibilidad de los datos que antes contenían los telegramas y actas eliminados, durante el proceso de digitalización y transmisión. Entre los argumentos, los partidos de oposición denunciaron que la empresa contratada, SmartMatic, tenía antecedentes cuestionables, como la contratación por los presidentes de Venezuela, Hugo Chávez y Nicolás Maduro, para gestionar el voto electrónico en ese país entre 2004 y 2017, con múltiples denuncias de fraude electoral.
El 29 de marzo la Cámara Nacional Electoral sostuvo que no tenía competencia para intervenir en el escrutinio provisorio, a cargo del Poder Ejecutivo, y que por lo tanto era una facultad exclusiva del mismo establecer el mecanismo que considerara más conveniente para realizar esa tarea, pero ordenó también que, a los fines del escrutinio definitivo, el Poder Ejecutivo debía mantener las constancias en papel de cada mesa (urna, boletas, acta de escrutinio, telegrama y certificado de escrutinio) y entregar constancias oficiales del resultado electoral en cada mesa, a los fiscales de los partidos políticos.
Como consecuencia de la decisión de la Cámara Nacional Electoral, para el recuento de votos se dispuso utilizar dos sistemas: a) uno provisorio, a cargo del Poder Ejecutivo a través de la Dirección Nacional Electoral del Ministerio del Interior, Obras Públicas y Vivienda, utilizando un software de la empresa SmartMatic, llamado Smarttally, con conteo electrónico de los votos, a partir de un sistema de reconocimiento óptico de caracteres en las imágenes escaneadas de los telegramas de cada mesa, primero en formato tiff y luego convertidas a formato png; b) otro definitivo, a cargo del Poder Judicial, con conteo manual de los votos, sin intermediaciones, según lo que dice cada acta firmada por las autoridades y fiscales de cada mesa y los fiscales, resolviendo también las impugnaciones realizadas en cada mesa.
El 29 de junio se realizó un simulacro de elecciones para probar el sistema de la empresa SmartMatic, que la empresa consideró exitosa, aun cuando la prensa señaló que había tenido graves irregularidades. Produciéndose varios errores técnicos en una prueba para las PASO que generaron una fuerte polémica.
La oposición también ha cuestionado la imposibilidad de auditar el software comprado a la empresa SmartMatic, debido a que el contrato no contempla la obligación de la empresa de exhibir el código fuente y que tratándose de propiedad privada, es la empresa la que se reserva el derecho a decidir quienes pueden acceder al código, haciendo imposible la fiscalización por parte de los partidos políticos no autorizados.
El secretario de Asuntos Polìticos, Adrián Pérez, afirmó que “Incluso se podía supervisar la conversión que se producía entre el formato tiff y png” fuentes del gobierno sostuvieron que fue la elección con mayor fiscalización de la historia y en la que ni siquiera existió un solo caso de impugnación, y por otro lado diversas fuentes denunciaron gran cantidad de irregularidades e impugnaciones, realizadas inclusive por el partido de gobierno, mientras que el escrutinio provisorio registró 6855 votos impugnados.
La Cámara Nacional Electoral ha aclarado que no tiene valor legal el escrutinio provisorio que el gobierno da a conocer la noche de la elección, y que el único escrutinio con valor legal es el definitivo, realizado durante los días siguientes por el Poder Judicial. Los partidos opositores y algunos observadores han criticado que el Poder Ejecutivo utilice en el escrutinio provisorio un sistema que arroje resultados susceptibles de ser utilizados propagandísticamente, que no puede ser controlado, ni auditado correctamente. 
Algunos analistas como Hugo Alconada Mon señalaron el temor acerca de la posible influencia sobre la percepción ciudadana del resultado de las elecciones internas. En caso de que la difusión de resultados en las horas siguientes al cierre de los comicios se realizara de un modo no transparente, mediante un uso selectivo del orden de presentación de los datos, podría dejar en el electorado una percepción falsa acerca de los ganadores y perdedores de la elección, y «para cuando salgan los resultados oficiales del recuento definitivo, ya será tarde para modificar las percepciones».
El 1 de agosto de 2019, diez días antes de las elecciones primarias (PASO), la Cámara Nacional Electoral le ordenó al gobierno y al Correo Argentino una nueva serie de medidas para permitir la fiscalización de todos los pasos y nuevos ámbitos creados a fin de digitalizar y transmitir los resultados electorales durante el escrutinio provisorio.  El tribunal cuestionó también que el escrutinio provisorio sea realizado por el Poder Ejecutivo, debido a que se trata "de una de las partes interesadas en su resultado", y sostuvo que "constituye un factor de descrédito del escrutinio provisorio que genera dudas sobre la integridad de ese procedimiento", recomendando que el mismo sea realizado por un ente que no dependa del gobierno. Días antes del fallo la oficina que depende del exdiputado del Pro Rodrigo Conte Grand había anticipado que la entrega del software para ser auditado por los partidos opositores solamente iba a realizarse el viernes previo a la elección, solamente dos días antes de los comicios del domingo. Los jueces consideraron que dicho plazo "resulta a todas luces insuficiente para el cumplimiento de su finalidad".
La justicia recordó que ya 2017 la CNE Comisión Nacional Electoral había establecido que el software del escrutinio provisorio debe ser entregado al menos 30 días antes de los comicios para ser auditado por las agrupaciones políticas, pauta que en estas elecciones no se cumplió.
Una semana antes de los comicios la Fundación Vía Libre publicó un informe firmado por los tres expertos en seguridad informática, Iván Arce, Enrique Chaparro y Javier Smaldone, dando cuenta que el software de la empresa Smartmatic, contratado por el gobierno para realizar el escrutinio provisorio, tenía múltiples vulnerabilidades que permitían "borrar o alterar los datos" de la votación. Sobre la base del informe de los expertos, el Frente de Todos presentó un amparo judicial para que no se utilice el cuestionado software en las elecciones.
Al resolver el amparo, la jueza electoral María Servini de Cubría resolvió que no había tiempo para analizar y evaluar el software y dispuso que el mismo fuera utilizado. Designó también peritos informáticos para que actúen de veedores del escrutinio provisorio.
Beatriz Busaniche, representante de la Fundación Vía Libre dio cuenta de que "el Gobierno no puede garantizar la transparencia del proceso electoral", y que no entregó a los partidos políticos el software con la antelación establecida, con lo cual están en duda los resultados que se puedan informar la noche del domingo 11 de agosto. El 9 de octubre se presentó una denuncia contra Smartmatic por una defraudación de $5.000 millones la denuncia explicaba que se según el contrato la empresa no puso una sola computadoras, ni escáner, que los pagaron el Ministerio y el Correo. La denuncia pedia que se investigue penalmente si por orden de altos funcionarios nacionales se abonó más de $5.000 millones por un sistema plagado de deficiencias, que no cumple “mínimamente con lo requerido”. Smartmatic, que ya fue cuestionada en países como Italia, Filipinas, El Salvador y Venezuela.
Paralelamente diferentes especialistas advirtieron acerca de la mala reputación y los antecedentes de Smartmatic, la empresa contratada por el macrismo para realizar el escrutinio, denunciada por irregularidades en elecciones de varios países. Aunque, por su parte, una vez publicado los resultados definitivos de las PASO, publicados por la Justicia Nacional Electoral, una CEO de la empresa anglosajona Smartmatic reflexionó: “Después de una diferencia menor al 1% entre el provisorio y el escrutinio final, los argentinos reconocen y avalan la tecnología. Fuentes de la Cámara Nacional Electoral indicaron que “la diferencia entre escrutinio provisorio y definitivo fue inferior al 1%”
El ministro del Interior, Rogelio Frigerio, y su Secretario de Asuntos Políticos e Institucionales, Adrián Pérez, afirmaron que la elección fue la más transparente y precisa en la historia de la democracia, pese a las especulaciones, denuncias y críticas de distintos profesionales en la materia y de varios de los referentes políticos del país, quienes señalaron la posibilidad de que existiera fraude.
“Los resultados del escrutinio definitivo plantean una coincidencia casi total respecto a los resultados del escrutinio provisorio que estaban cerrados antes de la medianoche del mismo día en el que se realizaron las elecciones.

### Alteración en la lista de precandidatos a diputados del Frente Despertar
El 24 de junio de 2019, el precandidato presidencial José Luis Espert denunció que el sistema informático electoral fue manipulado para alterar los documentos de identidad de los candidatos bonaerenses de la lista "Despertar", encabezada por él, con el fin de «causar la caída de la lista». Espert culpó al gobierno de Mauricio Macri y la gobernadora María Eugenia Vidal, sosteniendo que la intención de ambos era «proscribirlo», impidiendo su presentación como candidato a presidente de la Nación, debido a que los votos que Espert podría recibir de acuerdo a las encuestas pertenecían a potenciales votantes de Macri y podían significar su derrota electoral. La alteración informática de los documentos de los candidatos se produjo simultáneamente con la partida de Alberto Asseff, líder del Partido UNIR y miembro de la alianza de Espert, hacia la alianza oficialista, apenas unas horas antes de la presentación formal de las listas de candidatos.

### Ataque al candidato Espert
El 6 de agosto, a cinco días de las elecciones primarias, el precandidato a presidente José Luis Espert denunció haber recibido dos impactos de proyectiles lanzados a su camioneta blindada, cuando se trasladaba a entrevistas televisivas en la ciudad de Buenos Aires. Tras el hecho, el precandidato por el Frente de Todos, Alberto Fernández, se solidarizó con Espert y repudió el ataque, al que describió como un «acto incalificable que enturbia la campaña electoral» y le reclamó al gobierno que vele por la integridad física de los candidatos y encuentre a los responsables. Por su parte, la ministra de Seguridad, Patricia Bullrich, se comunicó al día siguiente con Espert y le ofreció custodia policial. Los peritajes realizados por la policía de la ciudad de Buenos Aires determinaron que los impactos de proyectil eran producto de pedradas y que no se correspondían con proyectiles de armas de fuego, como se había reportado en un principio.
Los informes de la campaña presidencial de Espert de 2019 fueron objeto de investigación en la justicia. Según surge de los mismos, no se declaró ningún aporte privado de fondos para la campaña ni se dio cuenta de ningún traslado en aviones privados. No obstante, en abril de 2019, en el marco de la presentación de su libro La sociedad cómplice, en la ciudad de Viedma, Espert dijo “Gracias a Fred Machado por el excelente vuelo que hemos tenido”. A su vez, en agosto de 2019, cuando se dirigía a una entrevista en el canal Crónica TV, la camioneta Jeep Grand Cherokee que transportaba a Espert fue atacada a piedrazos. Esa camioneta no estaba a nombre del candidato sino de Claudio Ciccarelli, primo de Federico Machado. Estos hechos levantaron las sospechas y se investigó si Federico Machado habría aportado tanto fondos como aviones y vehículos para poder llevar adelante la campaña del Frente Despertar. 
Federico Andrés Machado, cuya participación como supuesto financista de la campaña de Espert fue investigado por la justicia, fue arrestado en abril de 2021, por la Policía de Seguridad Aeroportuaria luego de una investigación a cargo de la PROCUNAR. Esto se dio como consecuencia del procesamiento y pedido de arresto dictado por el Tribunal para el East District del estado de Texas (EE. UU.) por los delitos de asociación ilícita para la fabricación y distribución de cocaín, lavado de dinero y fraude. Entre otras cuestiones, se lo investiga de haber importado grandes cantidades de cocaína a los Estados Unidos y el lavado de dinero, a través de la compra fraudulenta de aviones. Machado, además, estuvo vinculado con el alquiler de aviones a los hermanos Juliá, quienes fueron procesados y condenados en España por tráfico de estupefacientes.

### Denuncias de Elisa Carrió en redes sociales
Carrió, dirigente de la alianza oficialista Cambiemos, opinó en redes sociales, sin dar precisiones, que las elecciones primarias supuestamente habían sido objeto de fraude. La elección fue organizada por el gobierno de Mauricio Macri, mediante la contratación de la empresa venezolana StartMatic, que fue objeto de impugnaciones realizadas por el Frente de Todos, rápidamente fue desmentida por el gobierno y por su propio aliado político Adrián Pérez, encargado del proceso electoral quién descartó de lleno cualquier posibilidad de fraude y destacó que en estas PASO hubo menos telegramas con falencia que en elecciones anteriores.  Las afirmaciones de Carrió fueron calificadas por diversos medios como "un ataque de Carrió a la democracia".
Los dichos de Carrió no fueron llevados a ningún órgano judicial, fue desestimada por diversas personalidades, como el gobernador de Jujuy Gerardo Morales, perteneciente a Cambiemos, que sostuvo que "el resultado estaba en manos del gobierno". En mismo sentido opinó el dirigente oficialista también fue descartado por la organización Reverso, un proyecto colaborativo contra las fake news integrado por sesenta medios de comunicación argentinos. También el periodista del grupo Clarín, Jorge Lanata, cercano al oficialismo, cuestionó duramente a quienes denunciaron que hubo fraude diciendo que "Están todos mal de la cabeza".

### Denuncias de irregularidades en el voto de argentinos en el exterior
En las primeras horas del 26 de octubre se denunciaron graves irregularidades en el voto de argentinos en el exterior. Desde distintos países denunciaron que se abrieron los sobres del voto por correo sin presencia de todos los fiscales.  Desde distintos puntos del mundo se denunciaron serias irregularidades en la apertura de sobres y conteo de sufragios, lo que puso en duda miles de votos del exterior. Fiscales del opositor Frente de Todos (FdT) denunciaron que miles los sobres se abrieron sin su presencia, por lo que se perdió la trazabilidad del voto. En total 385.000 argentinos que viven en el exterior estaban habilitados a votar, lo que representa el 1,15% del padrón electoral, superior al padrón de las provincias de Catamarca, La Rioja, La Pampa, Santa Cruz y Tierra del Fuego.
Los apoderados del Frente de Todos comunicaron, irregularidades en los consulados de diferentes países y enumeraron que en Estocolmo la embajadora nombrada por Mauricio Macri se negó rotundamente a hacer el procedimiento con los votos por correo; en Nueva York los fiscales partidarios no pudieron acceder al procedimiento de conteo. En La Haya no estaba registrada la firma de todos los que votaron, por lo que no se puede fiscalizar la veracidad de la firma de la declaración jurada que va junto al voto. En Montevideo el consulado estaba 
directamente cerrado. También se registraron problemas en Viena, donde no había urnas por lo que los votos fueron puestos en una caja. En Londres, no se cargaron las firmas digitales por lo cual los votos no podrán computarse y en Miami no realizaron el procedimiento legales de recuento de sobres.
Días antes, la prensa denunció que Cambiemos entregó datos personales de argentinos en el exterior para beneficiar a Mauricio Macri, violando la ley de protección de datos personales. Diferentes embajadas argentinas usaron contactos privados cedidos al Estado para propaganda oficialista que implicó el uso de recursos públicos para recabar información que después se volcó a la propaganda del gobierno. Desde el consulado de Argentina en Madrid, se enviaron mensajes de "voluntarios de Juntos por el Cambio en el exterior" llamando a votar por el oficialismo. Finalmente se denunció la utilización de las embajadas para enviar correos electrónicos partidarios del macrismo, y la utilización de datos reservados para enviar mensajes llamando a votar a Cambiemos. El uso de los recursos oficiales para recabar datos para trámites y destinarlos a actividades partidarias fue denunciada por ciudadanos argentinos en Berlín, Austria, Perú, Canadá, Suiza, etc. También causó controversia la utilización de las instalaciones de la embajada argentina en Caracas, por parte del político Juan Guaidó para enviar un mensaje de agradecimiento a Mauricio Macri, y tiempo después emitir otro mensaje en el que llamaba a votarlo.  Diversos embajadores argentinos utilizaron sus cargos para convocar a una marcha en apoyo a Mauricio Macri, en los países en que se desempeñan como diplomáticos. La propia Cancillería a cargo de Jorge Faurie habría dado la orden a los consulados y embajadas para que difundan la convocatoria partidista de Juntos por el Cambio violando la ley Nº 20.957 que no permite que los embajadores realicen actos proselitistas y establece que los embajadores son  designados para cumplir tareas específicas, que nada tienen que ver con campañas electorales de ningún tipo. Las críticas incluían la observación del uso de recursos públicos con fines de financiamiento de la campaña electoral del oficialismo, lo que configuraría el delito de malversación de caudales públicos.
Diferentes medios se hicieron eco de las denuncias contra el gobierno por utilizar datos de contacto personal de ciudadanos argentinos en el exterior, sin su consentimiento, para pedirles que voten por Mauricio Macri, Horacio Rodríguez Larreta y María Eugenia Vidal.

### Causa penal por posible defraudación al Estado en la contratación de Smartmatic
El 7 de octubre de 2019 se dio a conocer que la jueza María Romilda Servini y el fiscal Jorge Di Lello decidieron enviar al fuero penal la denuncia presentada por el abogado y excandidato a jefe de Gobierno porteño, Leonardo Martínez Herrero, contra la empresa Smartmatic, encargada del escrutinio, y los funcionarios del gobierno de Mauricio Macri que decidieron la contratación de la empresa, por posible defraudación al Estado. Del texto de la denuncia origen de autos se desprende que Leonardo Martínez Herrero puso en conocimiento del tribunal electoral "un hecho que podría resultar delictivo, consistente en un posible fraude económico en perjuicio de las arcas del Estado Nacional", fundamentó Servini su decisión de declararse incompetente y remitir el caso a la justicia federal penal.

### Denuncia por irregularidades en los padrones electorales
El 29 de octubre de 2019 los apoderados del Frente de Todos y el PJ bonaerense presentaron una denuncia penal por la posible adulteración de los padrones electorales utilizados en varios distritos de la provincia de Buenos Aires. Durante la jornada electoral del 27 de octubre, numerosas personas se encontraron impedidas de emitir su voto debido a que en los padrones figuraban registrados con un documento posterior al que exhibían, pese a que no hubieran tramitado un nuevo documento luego de las elecciones primarias del mes de agosto, y no hubieran tenido inconvenientes en esa ocasión. 

En la denuncia, se solicitó a la Justicia efectuar la comparación de los padrones electorales bonaerenses utilizados en las PASO y en las elecciones generales, "a fin de determinar si en el segundo hubo variantes en la denominación del documento cívico de los ciudadanos o en el ejemplar del mismo".

Esta situación se produjo de forma reiterada en La Matanza, José C. Paz, San Martín, Malvinas Argentinas, Escobar y Almirante Brown, distritos con mayorías opositoras a Juntos por el Cambio.

## Reacciones internacionales
- Chile: El presidente de Chile Sebastián Piñera felicitó a Alberto Fernández y Cristina Fernández por su "gran triunfo" en los comicios presidenciales y se manifestó confiado en poder trabajar junto al mandatario electo "en favor del bienestar de nuestros pueblos y la integración sudamericana. Unas horas después, llamó por teléfono a Alberto Fernández para invitarlo a su país y expresó en otro comunicado "Felicito al pueblo argentino por una ejemplar y democrática elección con amplia participación".[247][248][249]

- MéxicoEsa misma noche México felicitó a Alberto Fernández "por su contundente triunfo en las elecciones presidenciales y expresó su beneplácito por la celebración de una ejemplar y pacífica jornada electoral, que refleja la madurez democrática del pueblo de Argentina, al tiempo que reconoce la solidez de sus instituciones.[250]
- HondurasEl presidente de Honduras expresó Con mucho agrado y en nombre del pueblo y gobierno de Honduras, felicito al presidente electo de la República de Argentina.[251]
- Plantilla:Geodatos Cepal

El subsecretario para América Latina y el Caribe de la Cancillería, Maximiliano Reyes Zúñiga, fue uno de los primeros en celebrar la victoria del candidato peronista. “Trabajaremos con el Presidente electo desde el primer día a favor de la unidad latinoamericana y en beneficio de nuestros pueblos hermanos”.
- Venezuela: El presidente de Venezuela, Nicolás Maduro, felicitó al "heroico pueblo argentino", pues, dijo, "en un ejercicio histórico democrático, han derrotado al neoliberalismo del FMI", y envió un abrazo al virtual mandatario electo y a su compañera de fórmula, la expresidente Cristina Fernández de Kirchner.[253]
- Francia: Horas después el presidente de Francia Emmanuel Macron felicitó a Alberto Fernández y lo invitó a Francia: "El pueblo argentino le ha expresado su confianza al elegirlo como presidente de la República. Lo felicito y le deseo mucho éxito en el ejercicio de sus altas responsabilidades".[254]
- Bolivia: El presidente de Bolivia, Evo Morales, envió sus felicitaciones y "un abrazo revolucionario a nuestros hermanos Alberto Fernández y Cristina Fernández, electos como presidente y vicepresidente de Argentina”.[253]
- El Salvador: El jefe de Estado salvadoreño, Nayib Bukele, hizo extensivas las felicitaciones a la dupla del Frente de Todos y, en nombre de su pueblo, expresó que “le deseamos el mejor de los Gobiernos y esperamos poder trabajar juntos en pro de nuestras naciones”.[255]
- Cuba: El presidente cubano, Miguel Díaz-Canel, en un mensaje en Twitter se sumó a las felicitaciones para Alberto Fernández al destacar que es un merecido triunfo "que propicia una derrota al neoliberalismo [...] La Patria Grande está de celebración".[253]
- Estados Unidos: Uno de los primeros que escribió su texto de felicitación fue el embajador de Estados Unidos Edward Prado: "Esperamos trabajar con usted y su equipo durante la transición en base a los valores e intereses compartidos por ambos países".[256]
- Reino Unido: El primer ministro británico Boris Johnson felicitó al presidente electo de Argentina Alberto Fernández por su victoria en las elecciones presidenciales y expresó su deseo de “continuar fortaleciendo la relación" entre los dos países.[257][258]
- Nicaragua: El jefe de Estado de Nicaragua, Daniel Ortega y Rosario Murillo, emitieron un comunicado para saludar el triunfo de Alberto Fernández y Cristina Fernández expresando "Compartimos estos momentos de celebración, contentos con la esperanza que vemos renacer entre las mujeres y jóvenes de su pueblo. Que Dios acompañe sus pasos y esfuerzos para que las familias argentinas vean realizadas sus aspiraciones, derechos y sueños".[259]
- España: El presidente del gobierno de España, Pedro Sánchez fue uno de los primeros en felicitar a la fórmula Fernadéz y en un tuit expresó; En hora buena, Alberto”, a través de un mensaje en el que le manifestó su apoyo. “Nos une nuestro idioma, la Comunidad Iberoamericana y fuertes lazos que seguiremos estrechando”.[260]
- Costa Rica: El presidente de Costa Rica, Carlos Alvarado, expresó su felicitación al presidente electo de Argentina Fernández y le manifestó los deseos de fortalecer los vínculos entre las dos naciones. Mientras que el Ministerio de Relaciones Exteriores expresó  que "El pueblo argentino ha dado nuevamente muestras de su vocación por la democracia, con un proceso electoral participativo'.[261]
- Japón: A través del embajador Takahiro Nakamae, Japón envió saludos al Presidente electo y  afirmó que su país buscará con el gobierno electo "afianzar los lazos como socios estratégicos" que mantienen ambas naciones, y felicitó a los argentinos por la "elección ejemplar".[262]
- México: El gobierno de México, a través de la Secretaría de Relaciones Exteriores, señaló "... su beneplácito por la celebración de una ejemplar y pacífica jornada electoral, que refleja la madurez democrática del pueblo de Argentina, al tiempo que reconoce la solidez de sus instituciones".[263]
- Alemania: La canciller alemana Angela Merkel envió un mensaje de salutación expresando que "[...] Alemania seguirá siendo un socio confiable para su país y lo apoyará a la hora de superar los grandes retos nacionales, regionales y mundiales".[264]
- El Banco Interamericano de Desarrollo expresó “El compromiso de trabajar intensamente con el nuevo gobierno para adecuar la cartera de operaciones a sus prioridades".[265]
- La (ALBA-TCP) expresó en un comunicado su felicitación al pueblo y entes argentinos "por la jornada democrática celebrada este 27 de octubre, el pueblo argentino decidió dar un vuelco en la historia, para continuar avanzando en el proceso de transformación económica, política y social que llevaron a cabo entre los años 2003-2015".[253]
- El Fondo Monetario Internacional a través de su jefa Kristalina Georgieva felicitó a Alberto Fernández y dijo que espera colaborar con él: "¡Felicitaciones al presidente electo Fernández en su elección! Esperamos colaborar con su administración para enfrentar los desafíos económicos de Argentina".[266]